# Anel peniano

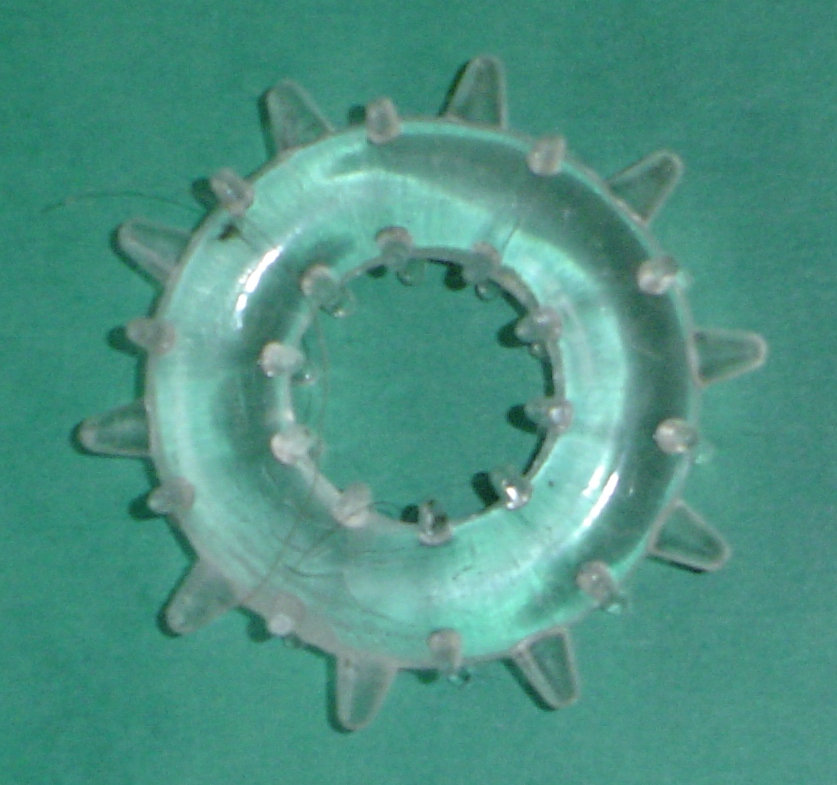
Anel peniano de elástico

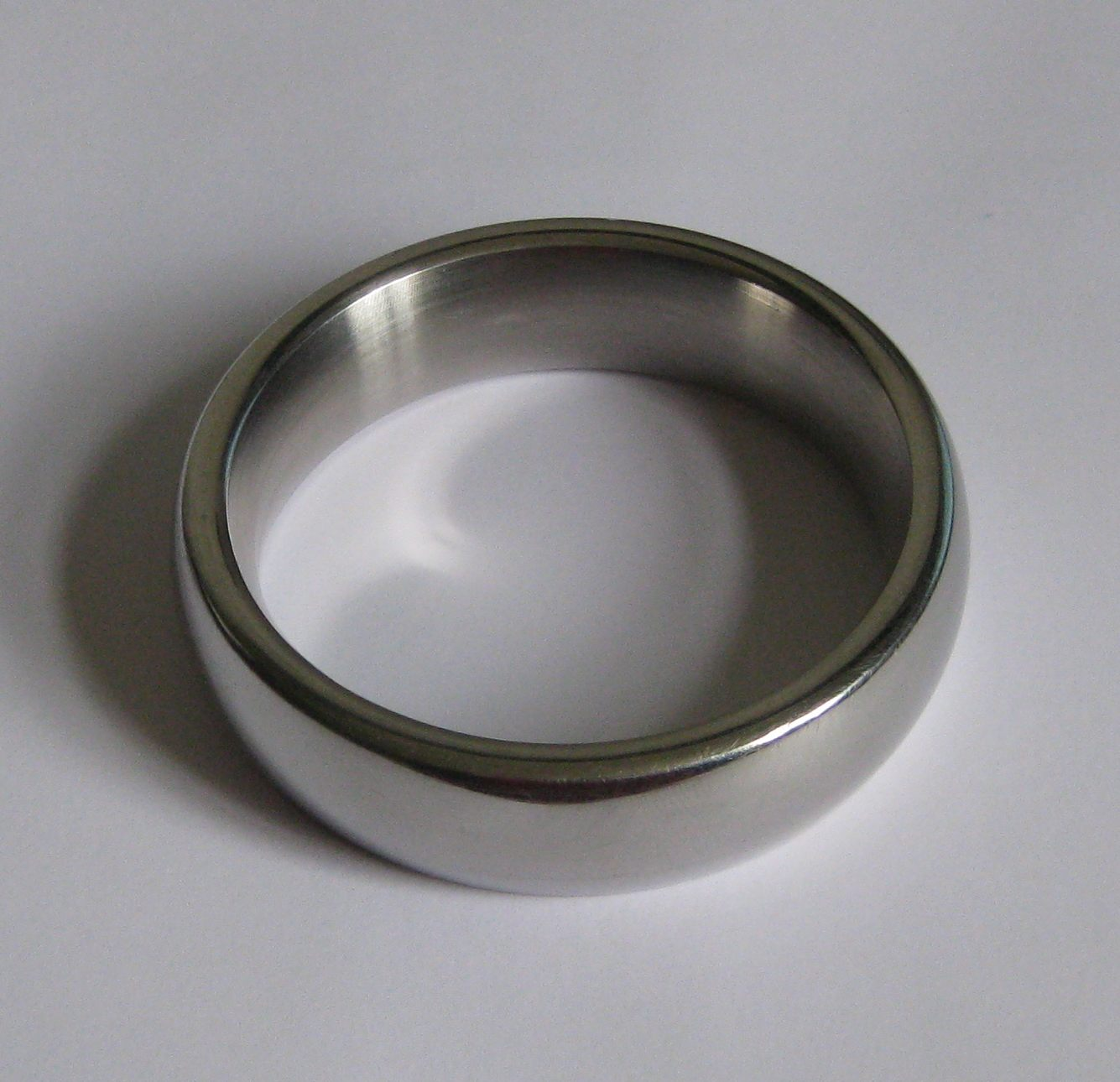
Anel peniano de metal

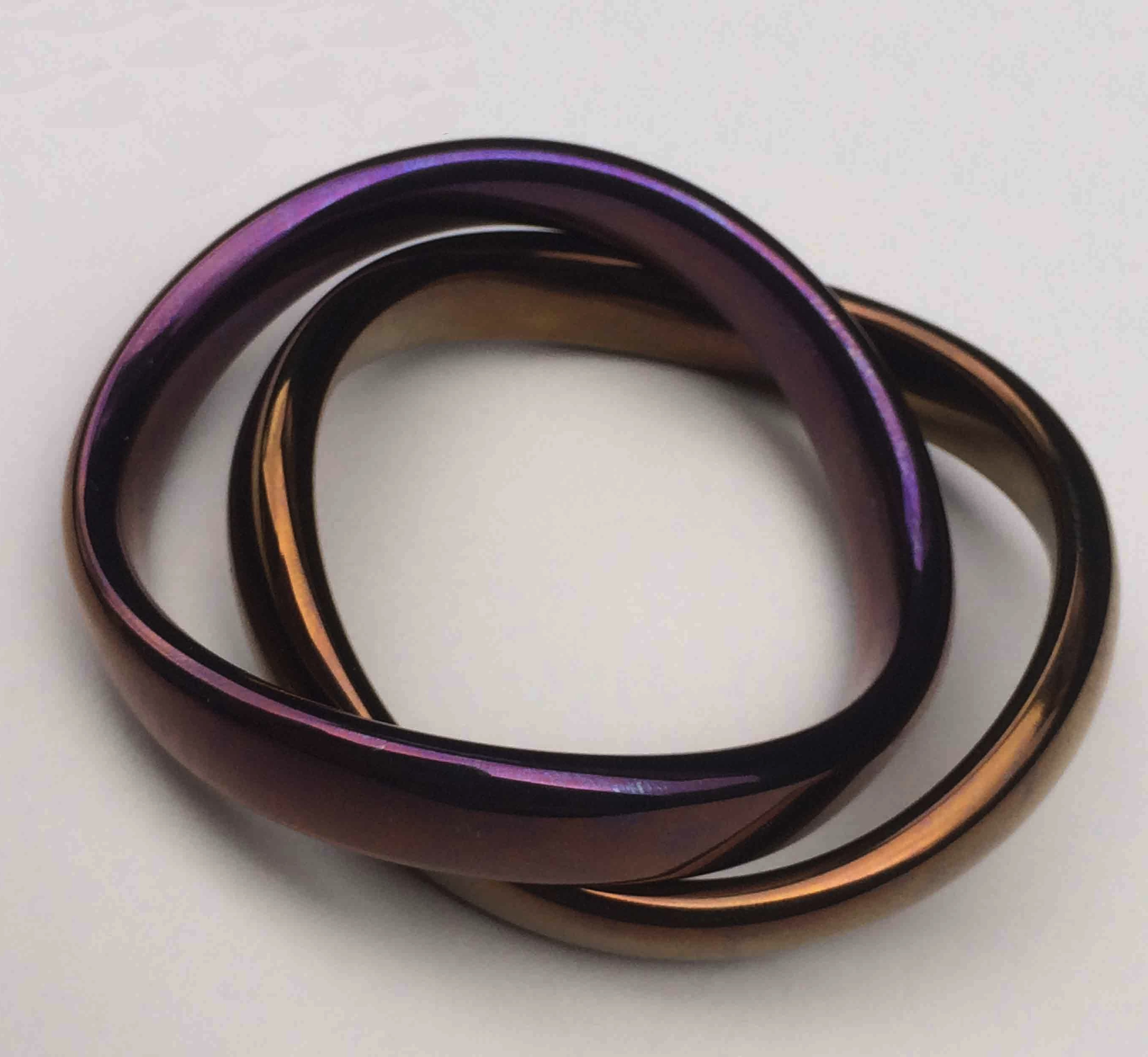
Anel peniano ergonômico de titânio anodizado e anéis para o escroto

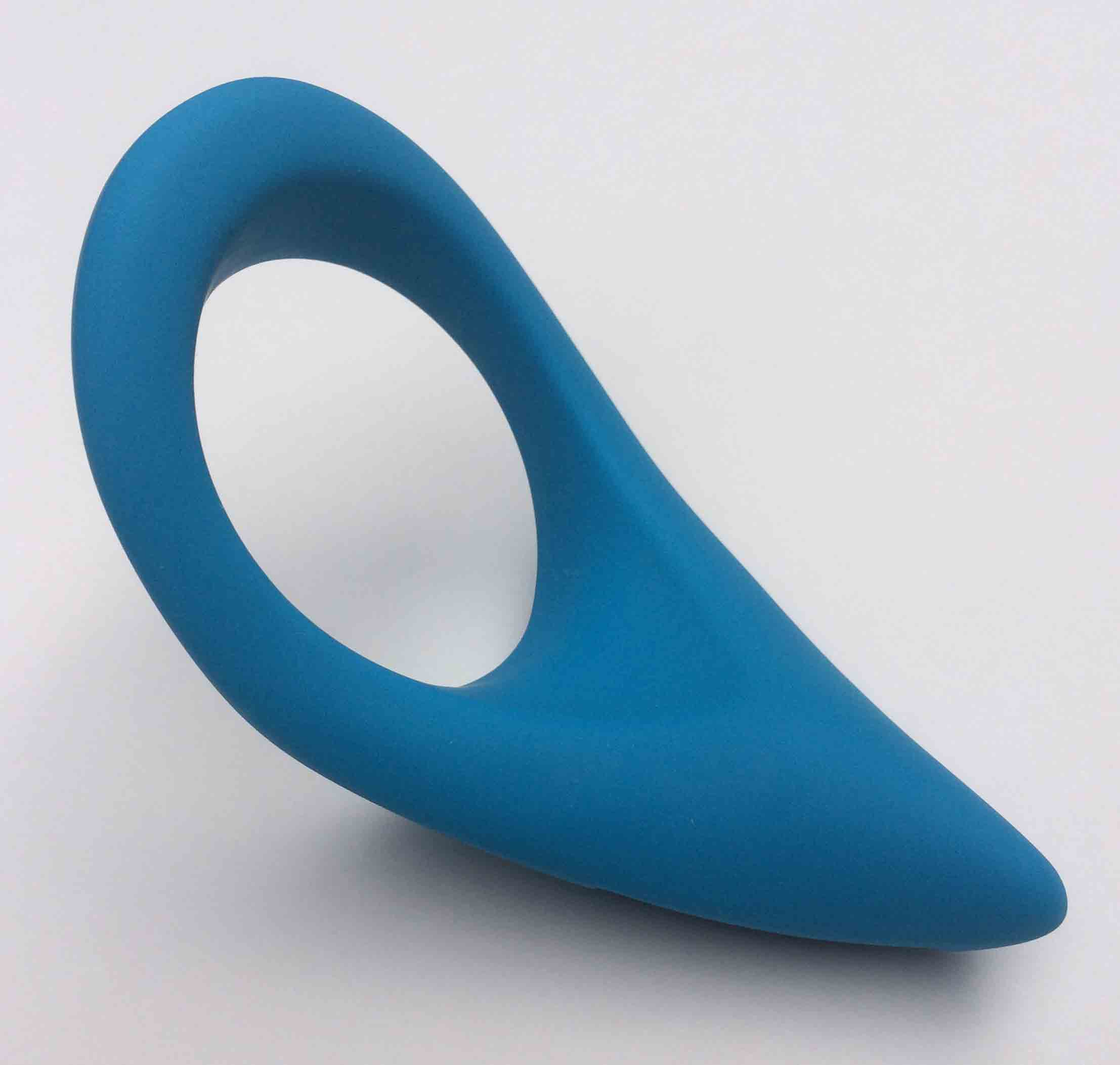
Torneira ergonômica de silicone e anel de escroto com extensão para fricção do períneo

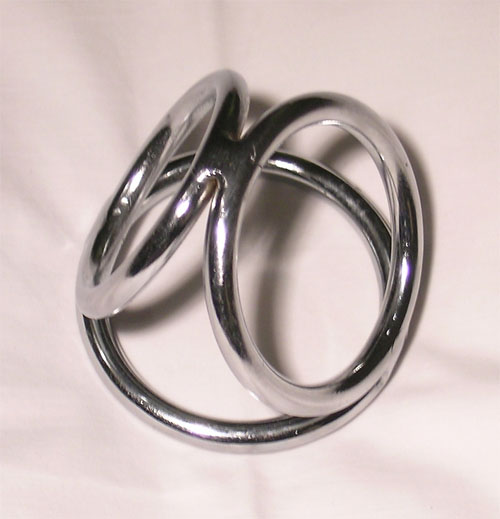
Anel peniano de metal triplo

Um anel peniano (também chamado de anel de ereção, anel de glande ou anel de tensão) é um anel projetado para ser usado ao redor do pênis, geralmente em sua base. O objetivo principal ao usar um anel peniano é restringir o fluxo de sangue do pênis para produzir uma ereção mais forte ou mantê-la por um período mais longo, podendo ser útil para casos de disfunção erétil.
Os anéis penianos usados atrás da coroa da glande do pênis são conhecidos como anéis da glande, anéis de cabeça ou coroas penianas. Um anel que é usado ao redor do pênis e escroto também é geralmente chamado de anel peniano, mas às vezes é chamado de anel peniano e de escroto. Os anéis que são usados ao redor do escroto, para segurar os testículos, são geralmente chamados de ball strechers (anéis escrotais) e são usados na prática de cock and ball torture e para outros propósitos, como o reposicionamento dos órgãos genitais para proporcionar uma experiência sexual aprimorada..

## Uso

### Médico
Um homem pode usar um anel de ereção para tratar disfunção erétil (DE). Para esse objetivo, uma bomba de vácuo projetada para esse fim é usada para manter a ereção por ação mecânica e hidrodinâmica, independentemente de danos vasculares ou nervosos, e o anel é deslizado do cilindro da bomba para a base do pênis para manter a ereção. Nesse caso, os testículos não são envoltos por anéis.

### Recreativo
Um anel peniano pode ser usado durante o sexo ou a masturbação para prolongar ou aumentar as ereções, atrasar o orgasmo ou para a sensação de aperto que o uso produz. Alguns modelos aplicam vibração na base do pênis do usuário e em seu parceiro. Eles podem ser usados como brinquedos sexuais e/ou por razões estéticas.

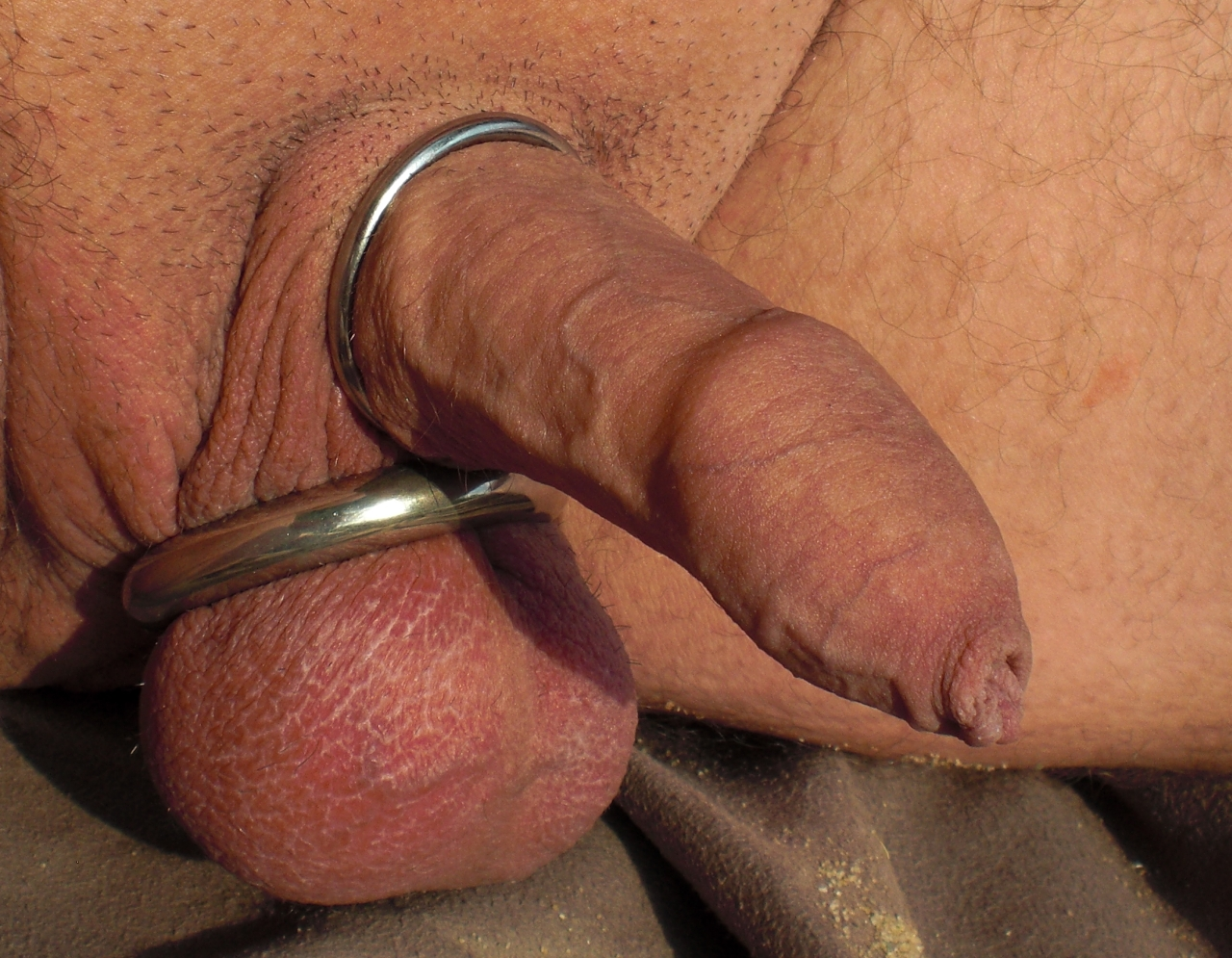
Um anel peniano e anel escrotal em uso

O objetivo de um anel peniano é reter sangue dentro do pênis para produzir uma ereção mais forte e prolongada. Geralmente é colocado na base do pênis.
Um anel feito de material elástico é simplesmente esticado sobre o pênis (e opcionalmente também sobre o escroto, exceto quando usado com uma bomba para impotência) e colocado contra o corpo. Os anéis rígidos são usados de maneiras diferentes: primeiro, cada testículo é envolto por anel e todo o escroto é puxado, então o pênis ainda flácido é empurrado através do anel e posicionado contra o corpo. Quando usado com uma bomba peniana, é acompanhado por um gel lubrificante para ajudar a bomba a manter o vácuo. O gel também facilita o deslizamento do anel da bomba e, posteriormente, a sua retirada do pênis.

## Variações
Alguns modelos incluem um estimulador clitoriano projetado para massagear o clitóris, a vulva ou o ânus durante o sexo. Outros, como o anel vibratório, estimulam os testículos e o clitóris por fricção. Alguns anéis penianos têm vibradores que podem ser usados para estimular o escroto ou o períneo de um parceiro durante a relação sexual. Algumas pessoas acham que os anéis com vibradores fornecem a estimulação clitoriana necessária para atingir o orgasmo.
Outra variação é um anel peniano inflável, o qual permite maior controle de ajuste.
Um anel peniano triplo ou coroa tripla é um anel peniano que possui anéis adicionais para envolver os testículos. Durante o orgasmo, os testículos geralmente retraem em direção ao corpo antes da ejaculação. Uma coroa tripla altera e intensifica a sensação de orgasmo, forçando os testículos a ficarem longe do corpo.

## Riscos
Os fornecedores de anéis penianos e algumas fontes médicas indicam que os anéis penianos não devem ser usados por mais de 30 minutos. Adormecer ou consumir drogas ao mesmo tempo em que o anel é utilizado é perigoso. O primeiro sinal de problemas pendentes é quando o pênis começa a ficar entorpecido, dolorido ou frio. Caso isso aconteça, o anel peniano deve ser imediatamente removido.